# Sujra

Sujra (también deletreado Sufaray, Sufray, Surkhab, Sarafra'i) fue un noble iraní de la Casa de Karen, que fue el gobernante de facto del Imperio sasánida desde 484 hasta 493. Estuvo activo durante el reinado del shah Peroz I (r. 457-484), Balash (r. 484-488) y Kavad I (r. 488-496). A menudo se le confunde con su padre Zarmihr Hazarwuxt y su hijo Zarmihr Karen.
Aparece por primera vez en 484, cuando Peroz I lo nombra ministro (wuzurg framadar) del imperio. Peroz I fue derrotado y muerto ese mismo año durante una campaña contra el Imperio heftalita, que se apoderó de gran parte del territorio oriental del imperio. Sujra vengó entonces a Peroz I invadiendo el territorio heftalita e infligiéndole una gran derrota.
Cuando regresó de su campaña, fue alabado por los nobles sasánidas y Balash fue elegido rey. Sin embargo, en realidad era Sujra quien tenía el control del imperio. En el año 488, Sujra hizo destituir a Balash e instaló al hijo de Peroz I, Kavad I, como nuevo rey. Sin embargo, Sujra seguía siendo el poder detrás del trono. En 493, Kavad I hizo exiliar a Sujra a Shiraz para minimizar su poder. Temiendo una rebelión, Kavad I pidió la ayuda de Sapor de Rayy, que derrotó a los leales de Sujra, e hizo que lo capturaran y lo enviaran a Ctesifonte, donde fue ejecutado. 

## Biografía

### La muerte de Peroz I y el reinado de Balash
Sukhra nació en Shiraz en la división administrativa de Ardashir-Khwarrah en Pars. Era hijo de Zarmihr Hazarwuxt, un comandante sasánida que actuaba en Armenia. En 484, Peroz I, antes de invadir el territorio del Imperio heftalita, hizo instalar a su hermano Balash como virrey, y nombró a Sujra como su ministro. Peroz I, sin embargo, sufrió una gran derrota ante los heftalitas y murió en la batalla de Herat. Según al-Tabari, Sujra fue gobernador de Sakastán antes de su nombramiento como ministro.
Sujra se puso entonces en marcha para vengar su muerte, y se llevó consigo a la mayor parte del ejército sasánida; cuando llegó a Gorgán, el rey heftalita Akhshunwar fue informado de su plan de ataque, y rápidamente preparó a sus hombres para la guerra. Entonces envió un mensaje a Sujra «preguntándole por sus intenciones y preguntando cuál era su nombre y su cargo oficial». Sujra envió poco después un mensaje de vuelta a Khushnavaz, informándole sobre su nombre y su posición. A continuación, Khushnavaz le envió otro mensaje, advirtiéndole de que cometería el mismo error que Peroz I. 
Sin embargo, sus palabras no desanimaron a Sujra, que marchó entonces contra Akhshunwar y le infligió una dura derrota a sus hombres. Akhshunwar pidió la paz, que Sujra solo aceptó si le entregaba todo lo que Akhshunwar había tomado del campamento de Peroz I, que incluía sus tesoros, el sacerdote principal ('mobad') del imperio y su hija Perozdukht. Akhshunwar aceptó sus demandas y se hizo la paz.

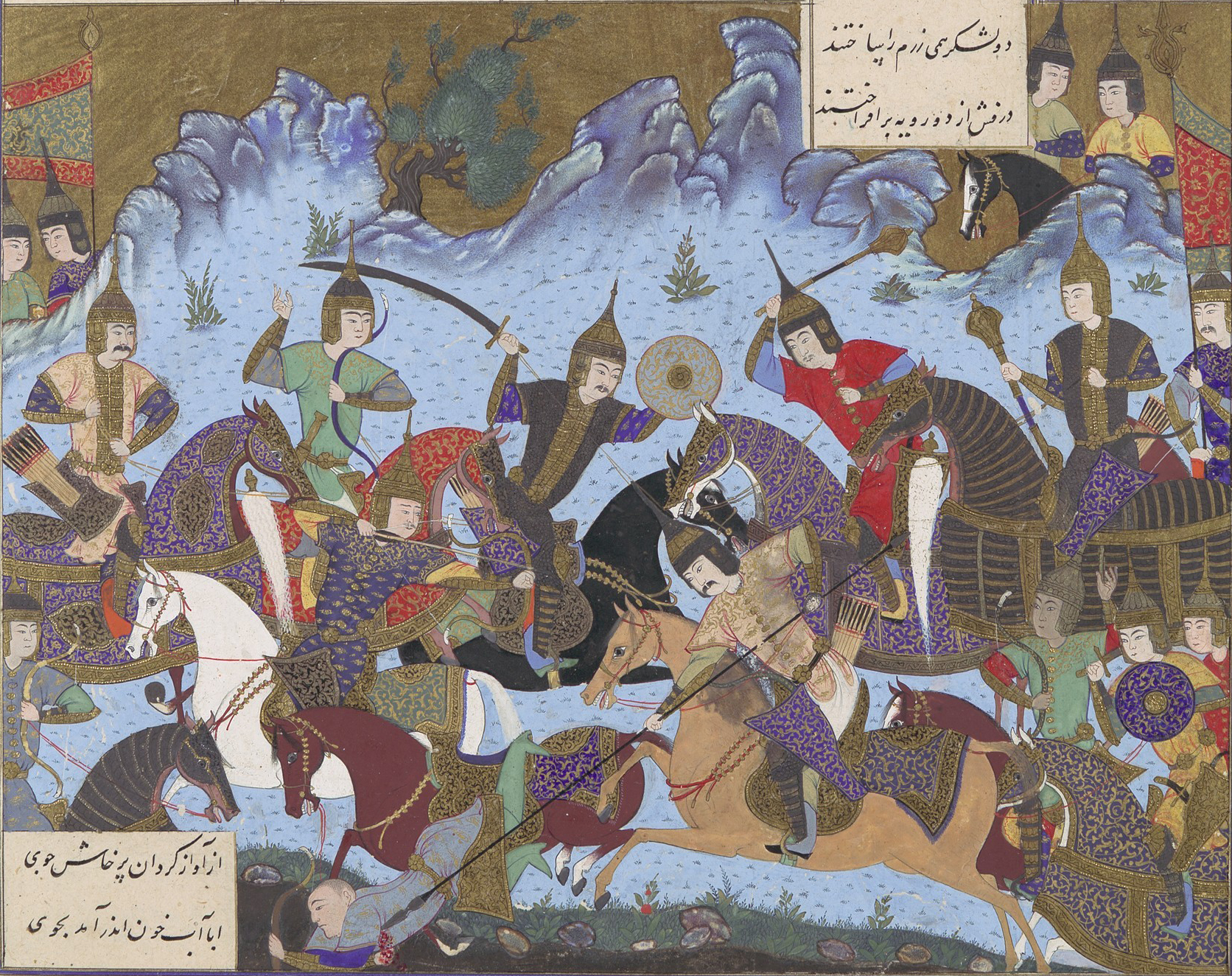
Sujra luchando contra los heftalitas en Shāhnāmé.

Después de su victoria, regresó a la capital sasánida de Ctesifonte, donde los nobles «lo recibieron con gran honor, ensalzaron sus hazañas y lo elevaron a un estatus tan elevado que solo los reyes pudieron alcanzar después de él». Sin embargo, resultó ser impopular entre la nobleza y el clero, que lo depusieron después de solo cuatro años, en el año 488. Sujra, que había desempeñado un papel clave en la deposición de Balash,  nombró al joven hijo de Peroz I, Kavad I, como nuevo sah de Irán. Según Miskawayh (m. 1030), Sujra era tío materno de Kavad.

### Reino de Kavad I y caída del poder y muerte de Sujra
Incluso después de la ascensión de un nuevo rey sasánida, Sujra seguía poseyendo una gran cantidad de poder. El joven e inexperto Kavad fue tutelado por Sukja durante sus primeros cinco años como sha. Durante este período, Kavad era una mera figura ceremonial, mientras que Sujra era el gobernante de facto del imperio. Así lo subraya Al-Tabari, quien afirma que Sujra "«se encargaba del gobierno del reino y de la gestión de los asuntos... La gente acudía a Sukhra y realizaba todos sus tratos con él, tratando a Kavad como una persona sin importancia y considerando sus mandatos con desprecio». Numerosas regiones y los representantes de la élite pagaban tributo a Sujra y no a Kavad. Sujra controlaba el tesoro real y el ejército iraní. En el año 493, Kavad, habiendo alcanzado la edad adulta, quiso poner fin al dominio de Sujra, y lo hizo exiliar a su Shiraz nativo en el suroeste de Irán. Sin embargo, incluso en el exilio, Sujra tenía el control de todo excepto de la corona real. Se jactó de haber puesto a Kavad en el trono.
Alarmado por la idea de que Sujra pudiera rebelarse, Kavad quiso deshacerse de él por completo. Sin embargo, carecía de los efectivos necesarios para hacerlo, ya que el ejército estaba controlado por Sujra y los sasánidas dependían principalmente de los militares de las Siete Grandes Casas de Irán. Encontró su solución en Sapor de Rayy, un poderoso noble de la Casa de Mihran, y un decidido opositor a Sujra. Sapor, al frente de un ejército de sus propios hombres y de nobles descontentos, marchó a Shiraz, derrotó a las fuerzas de Sujra y lo encarceló en Ctesifonte. Incluso en prisión, Sujra fue considerado demasiado poderoso y fue ejecutado. Esto provocó el descontento de algunos miembros prominentes de la nobleza, debilitando el estatus de Kavad como shah.

## Legado
Incluso después de la muerte de Sujra, su familia seguía teniendo mucho poder dentro del Imperio sasánida. Su hijo, Zarmihr Karen, ayudó a Kavad en el año 488 a reclamar el trono sasánida a su hermano menor Djamasp. Ese mismo año, otro de los hijos de Sukhra, Bozorgmehr, fue nombrado ministro del imperio, y continuó desempeñando el cargo durante el reinado del sucesor de Kavad, Cosroes I (r. 531-579). A partir de entonces sirvió como spahbod bajo el sucesor de Cosroes I Hormizd IV. Zarmihr Karen, junto con el otro hijo de Sujra, Karin, ayudó a Cosroes I en su guerra contra los turcos. Como recompensa por su ayuda, Zarmihr Karen fue recompensado con tierras en Zabulistán, mientras que Karin fue recompensado con tierras en Tabaristán, iniciando así la dinastía Qarinvand, que gobernó hasta el siglo XI.
El hijo de Sujra Chir Burzim sirvió como spahbod de los kusta de Khorasán durante el reinado de Cosroes I. Un descendiente de Sujra, Burzin Shah, fue gobernador de Nishapur durante el reinado de Yazdgerd III (r. 632-651).